# Pierre Renaudel
Pierre Renaudel, né le 19 décembre 1871 à Morgny-la-Pommeraye (Seine-Inférieure) et mort le 1er avril 1935 à Sóller (sur l'île de Majorque), est un homme politique français, un des dirigeants de la SFIO, puis du Parti socialiste de France (1933).

## Biographie
Pierre Renaudel fait des études de vétérinaire. Il milite d'abord chez les blanquistes du Parti socialiste révolutionnaire, mais reste avec Jean Jaurès lors de la première tentative d'unification du socialisme français. Il anime ainsi l'aile gauche du Parti socialiste français (1902-1905) dont il défend les positions aux congrès de Bordeaux (1903), Saint-Étienne (1904) et Rouen (1905), ainsi que lors du congrès international d'Amsterdam (1904). L'unité réalisée, il rejoint l'équipe de Jaurès à l'Humanité et devient en 1908 le responsable de la rédaction. 
Il participe aussi au sixième Congrès socialiste à Saint-Étienne les 11-14 avril 1909. 

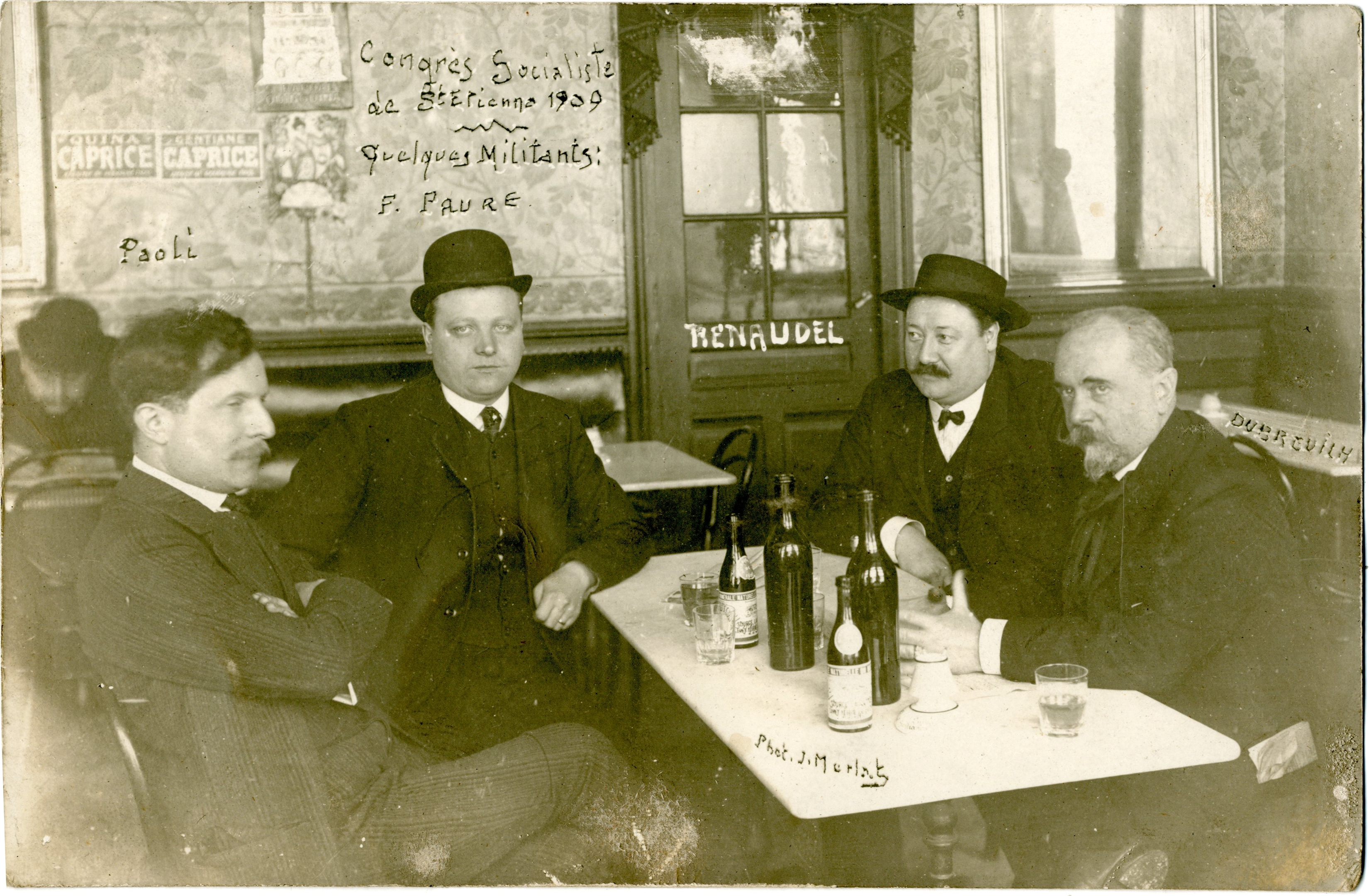
Pierre Renaudel à 33 ans lors du 6e congrès socialiste à Saint-Étienne (deuxième en partant de la droite).

Élu député du Var en 1914, il est témoin, fin juillet, de l'assassinat de Jean Jaurès dont il est proche. Il rédige la une du 4 août 1914 qui acte la déclaration de guerre de l'Allemagne et fait rentrer la SFIO dans l'union sacrée en écartant les recours tels que la grève générale simultanée dans plusieurs pays. Dirigeant l'Humanité pendant la Première Guerre mondiale, il devient alors le porte-parole d'un socialisme réformiste, opposé à toute forme de violence et à l'idéologie marxiste, selon lui trop rigide[réf. nécessaire].  
Marcel Cachin le remplace à la direction de l'Humanité en octobre 1918. Battu en 1919, il retrouve son siège dès 1924 et est réélu en 1928 et en 1932.
Avec d'autres personnalités de la gauche socialiste et radicale, il patronne à la demande de son ami Jean Longuet la revue Maghreb (1932-1935) animée par Robert-Jean Longuet et les Jeunes Marocains, très critique à l'égard de la politique de protectorat français au Maroc. Partisan de la participation des socialistes dans un gouvernement à direction radicale, il se rallie en 1933 au courant néo-socialiste ; quittant la SFIO, avec Marcel Déat et Adrien Marquet, il fonde le Parti socialiste de France-Union Jean Jaurès, mais, à la suite de désaccords avec eux, il démissionne de la présidence du groupe parlementaire PSdF. 
Il meurt peu de temps après au cours d'un séjour dans les Îles Baléares en Espagne.
Il a aussi été membre de la franc-maçonnerie et du Comité central de la Ligue des droits de l'Homme.

## Publication
- L'Internationale à Berne, Librairie Bernard Grasset, Paris, 1919